# Ravšan Irmatov
Ravšan Irmatov (uzbecky Ravshan Ermatov, * 9. srpen 1977, Taškent) je uzbecký fotbalový rozhodčí.
Rozhodčím FIFA je od roku 2003. V letech 2008 a 2009 byl Asijskou fotbalovou federací vyhlášen nejlepším fotbalovým rozhodčím v Asii.
Řídil finále klubového MS 2008 a zahajovací zápas MS 2010 mezi JAR a Mexikem.

## Vyznamenání
- Řád „Úcta k zemi“ – Uzbekistán, 2014
- Řád za vynikající zásluhy – Uzbekistán, 2015